# Hrabstwo Henderson (Teksas)
Hrabstwo Henderson – hrabstwo położone w USA, w stanie Teksas, w sąsiedztwie aglomeracji Dallas–Fort Worth. Utworzone w 1846 r. Według danych z 2023 roku liczy 86,2 tys. mieszkańców. Siedzibą hrabstwa jest miasto Athens.
Zachodnią granicę hrabstwa wyznacza rzeka Trinity, a na wschodniej granicy znajduje się Jezioro Palestine. W hrabstwie znajduje się też zbiornik wodny – Cedar Creek Reservoir.  

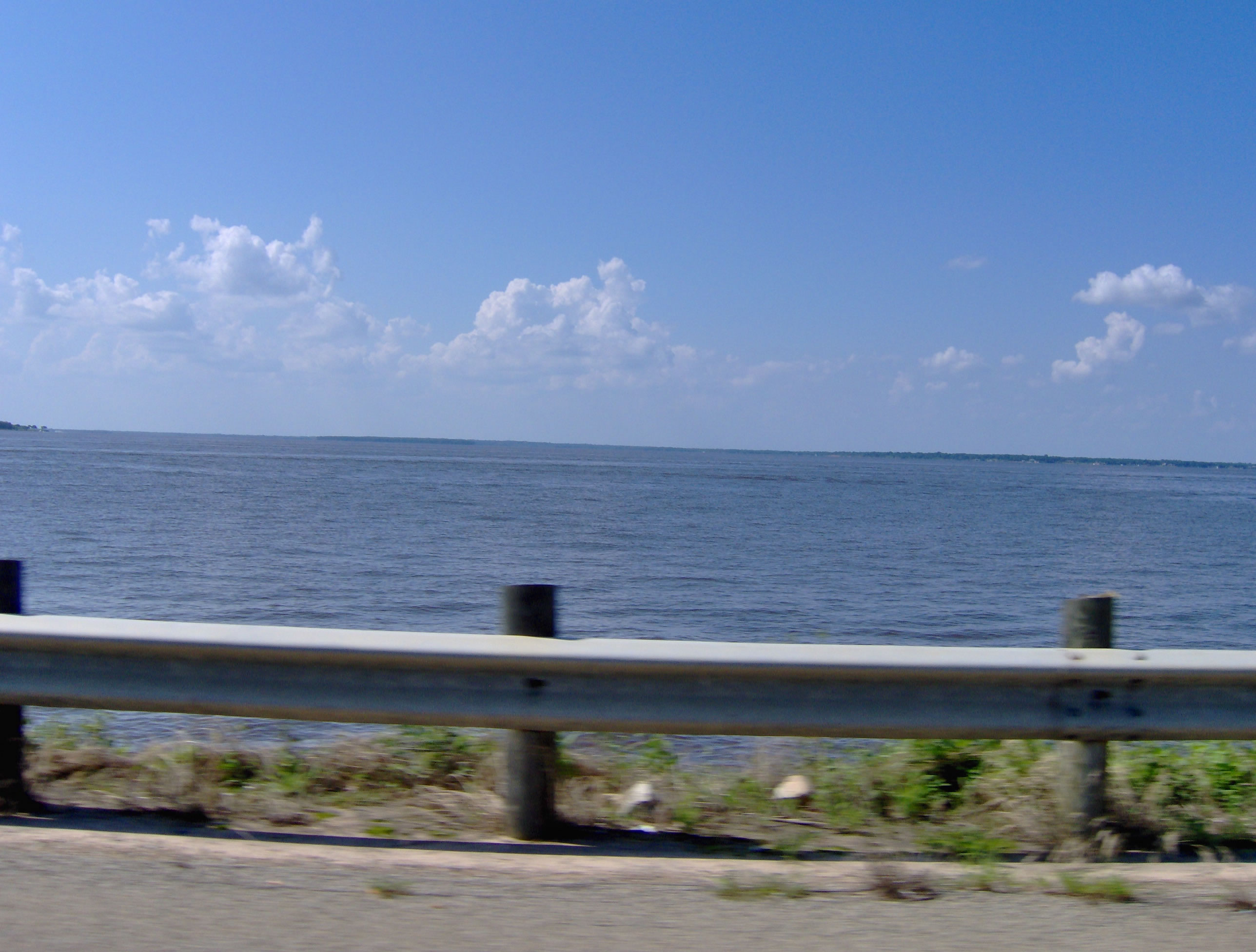
Cedar Creek Reservoir

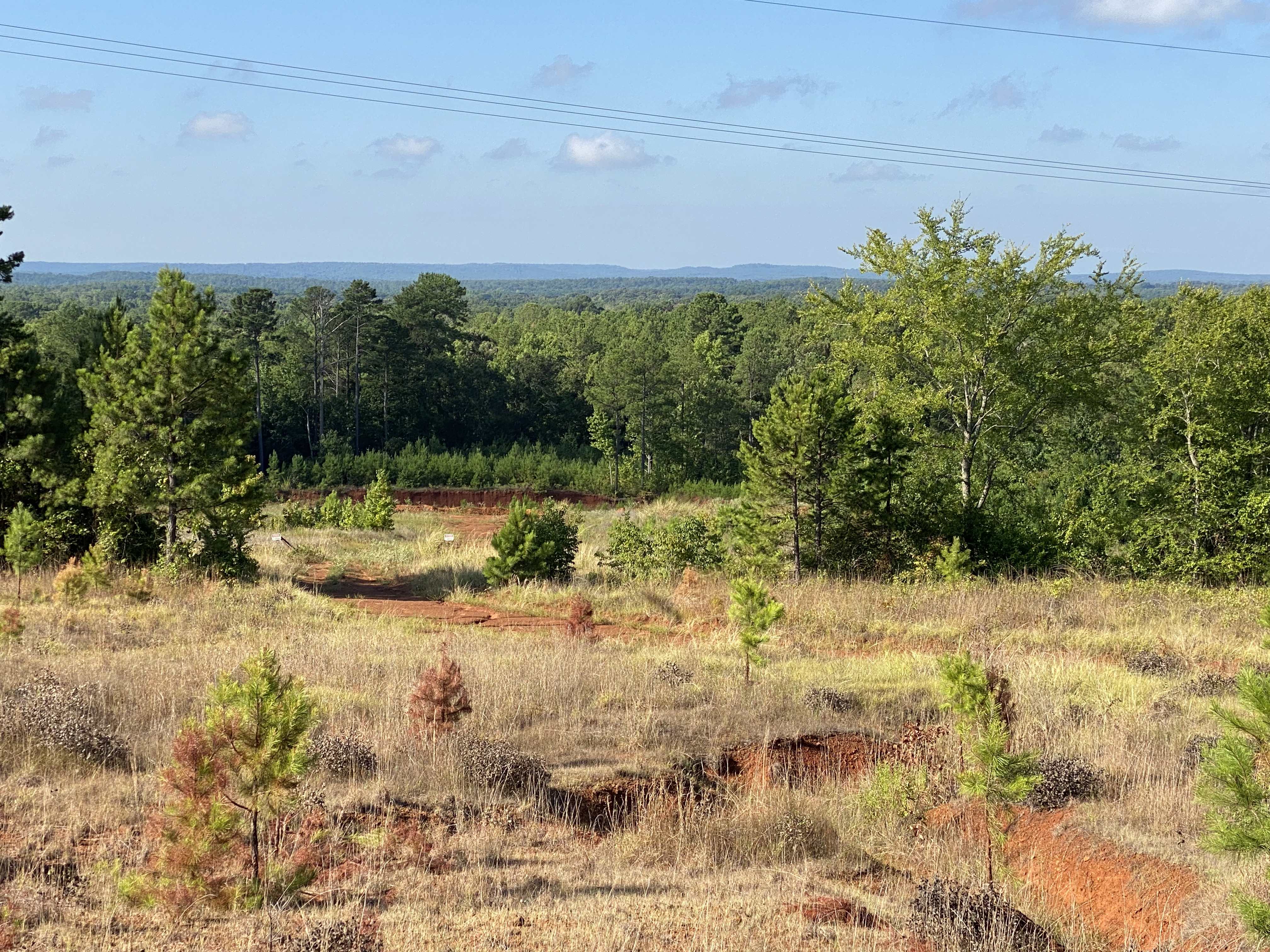
Obszar hrabstwa Henderson pozostaje silnie zalesiony

## Gospodarka
Średni dochód gospodarstwa domowego (dane z 2022) w hrabstwie wynosi 59 778 dolarów, zaś dochód na mieszkańca 32 513 dolarów. 13% mieszkańców żyje poniżej relatywnej granicy ubóstwa.
- sadownictwo (22. miejsce w stanie), głównie orzechy pekan i jagody[3]
- hodowla koni, bydła, drobiu, trzody chlewnej i kóz[3]
- akwakultura[3]
- przemysł mleczny[3]
- szkółkarstwo i uprawa warzyw[3][4]
- wydobycie gazu ziemnego i ropy naftowej[5]
- produkcja siana[3].

## Sąsiednie hrabstwa
- Hrabstwo Kaufman (północ)
- Hrabstwo Van Zandt (północ)
- Hrabstwo Smith (wschód)
- Hrabstwo Cherokee (południowy wschód)
- Hrabstwo Anderson (południe)
- Hrabstwo Freestone (południowy zachód)
- Hrabstwo Navarro (zachód)
- Hrabstwo Ellis (północny zachód)

## Miasta
| - Athens - Brownsboro - Berryville - Caney City - Coffee City - Chandler | - Eustace - Enchanted Oaks - Gun Barrel City - Log Cabin - Malakoff - Moore Station | - Murchison - Payne Springs - Poynor - Star Harbor - Tool - Trinidad |

## Demografia

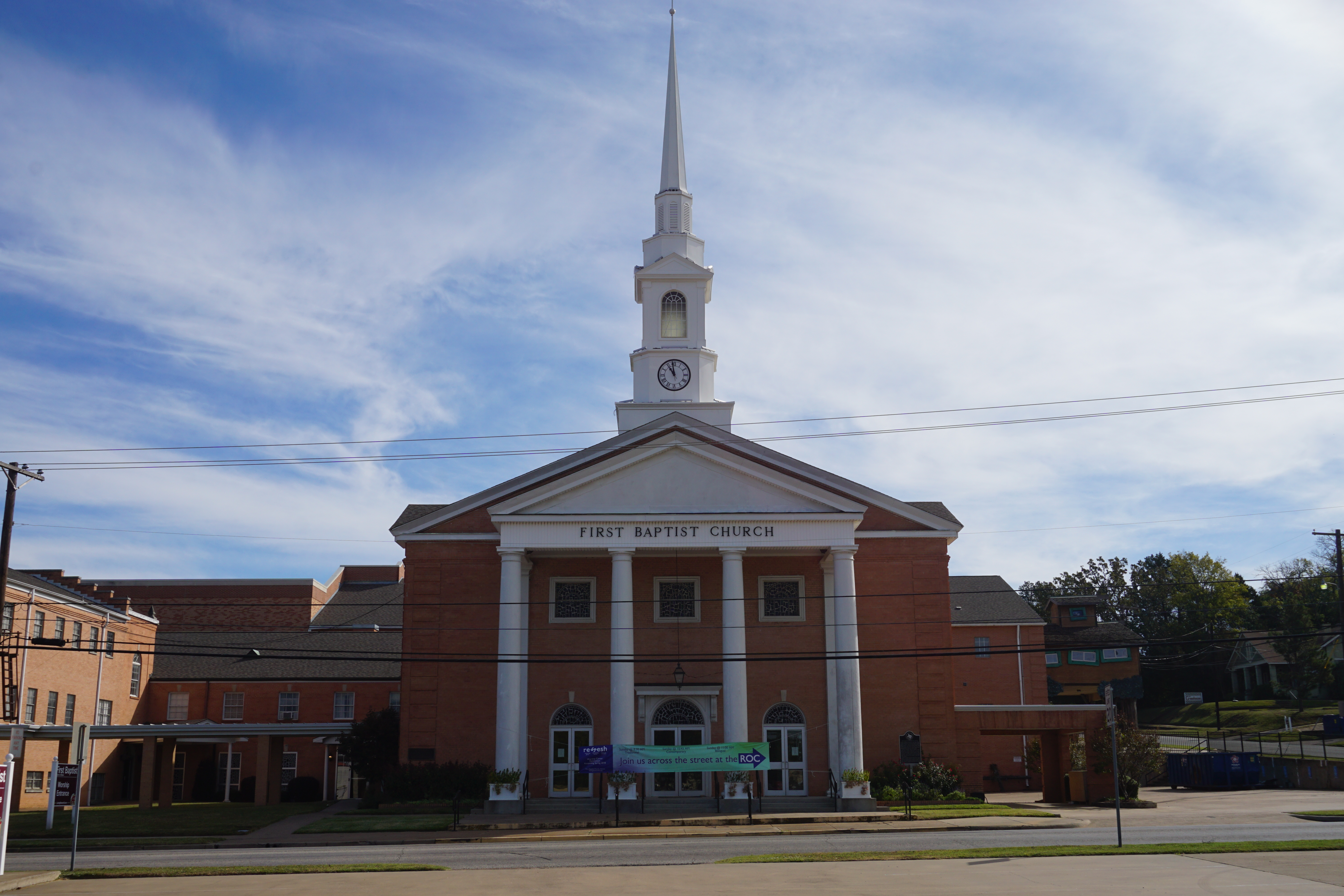
Pierwszy Kościół Baptystów w Athens

Według danych pięcioletnich z 2022 roku, 82,9% mieszkańców stanowili biali (75,8% nie licząc Latynosów), 14% to Latynosi, 8,8% było rasy mieszanej, 5,6% to czarni lub Afroamerykanie, 0,7% deklarowało pochodzenie azjatyckie, 0,4% stanowiła rdzenna ludność Ameryki i 0,05% pochodziło z wysp Pacyfiku.

## Religia
Według danych spisowych z 2020 roku, religijność hrabstwa zdominowana jest przez wspólnoty protestanckie (gł. baptystyczne, ewangelikalne bezdenominacyjne, metodystyczne, zielonoświątkowe i inne). 8,1% mieszkańców to katolicy. Inne religie to głównie: świadkowie Jehowy (0,6%) i mormoni (0,6%). 